# Moustier
Moustier ist eine französische Gemeinde mit 318 Einwohnern (Stand 1. Januar 2022) im Département Lot-et-Garonne in der Region Nouvelle-Aquitaine (vor 2016: Aquitanien). Die Gemeinde gehört zum Arrondissement Marmande und zum Kanton Les Coteaux de Guyenne.
Der Name der Gemeinde stammt aus der Karolingerzeit und leitet sich vom lateinischen monasterium (deutsch Kloster) ab.
Die Einwohner werden Mousterriens und Mousterriennes genannt.

## Geographie
Moustier liegt ca. 20 Kilometer nordöstlich von Marmande in der historischen Provinz Agenais am nordwestlichen Rand des Départements.
Umgeben wird Moustier von den fünf Nachbargemeinden:
| Pardaillan |                                             |                      |
|            | Kompassrose, die auf Nachbargemeinden zeigt | La Sauvetat-du-Dropt |
| Monteton   | Allemans-du-Dropt                           | Roumagne             |

Moustier liegt im Einzugsgebiet des Flusses Garonne.
Der Dropt, ein Nebenfluss der Garonne, bildet die natürliche Grenze zu den südlichen und östlichen Nachbargemeinden Allemans-du-Dropt, Roumagne und La Sauvetat-du-Dropt. Der Rieutord verläuft an der Grenze zur westlichen Nachbargemeinde Pardaillan und mündet an der Grenze zu Allemans-du-Dropt in den Dropt.

## Geschichte
Das Gebiet der Gemeinde wurde bereits in der Urgeschichte besiedelt, wie zahlreiche Funde belegen, die aus archäologischen Untersuchungen im Weiler Ringaud am Ufer des Dropt resultieren. Ungefähr zehn Feuerstellen enthielten Essensreste und darüber hinaus verschiedene Artefakte wie beispielsweise eine Axt aus gehauenem Stein und eine Brosche aus Bronze. Diese Fundgegenstände weisen die Anwesenheit eines sesshaften Volkes nach, die dem Fischen und der Jagd nachgingen, aber gleichzeitig auch die Viehzucht verfolgten.
Überbleibsel aus der gallorömischen Zeit sind ebenfalls entdeckt worden. Es handelt sich hierbei um Gefäße, Fragmente aus Marmor oder Säulenelemente. Ein bedeutendes Wohnhaus, das zweifellos einer angesehenen Person gehörte, befand sich auf einer Geländestufe über dem Tal beim heutigen Friedhof und der alten Kirche. Eine weitere Siedlung befand sich im heutigen Weiler Sissac nördlich des Zentrums von Moustier.
Archäologische Grabungen im Jahre 1958 haben am heutigen Friedhof außerdem zwei Sarkophage aus der Zeit der Karolinger zutage gebracht. Sie bestehen aus grauem Kalkstein und sind mit Motiven verziert. Einer der beiden ist trapezförmig und mit Schraffuren versehen, am Fuß mit einem Tatzenkreuz verziert. Sein gleichfalls geriffelter Deckel besitzt die Form eines Hausdachs. Im Jahre 1967 wurden weitere Sarkophage aus drei Metern Tiefe gehoben. Diese besaßen flache Deckel, einer einen dreieckigen Verschluss aus Bronze. Ein Sarkophag ist heute am Eingang des Friedhofs ausgestellt.
Nach der Eroberung durch die Franken ließen sich im achten Jahrhundert Mönche im Gebiet nieder und bauten ein großes Kloster in der Umgebung von Moustier, das der Gemeinde ihren Namen verlieh. Sie waren Wegbereiter für einen Anstieg der Population. Das Gebiet litt in den Jahren zwischen 840 und 809 unter Überfälle von Normannen, die ein hohes Blutzoll forderten. Im Laufe des 10. Jahrhunderts wurden die beschädigten Kirchen wieder aufgebaut.
In der Folgezeit geriet das Gebiet unter die Herrschaft der englischen Krone und der Hundertjährige Krieg brachte es am Ende zurück nach Frankreich. Die Neubesiedelung erfolgte anschließend ungefähr zwischen 1500 und 1660. Die Zuwanderer kamen aus allen Regionen Frankreichs und erhielten ihre Landparzellen vom lokalen Seigneur. Sie waren auch den Ideen des Calvinismus aufgeschlossen und formten das Dorf zu einem Zentrum des Protestantismus. In der Folge litt die Bevölkerung in den Hugenottenkriegen bis zum Widerruf des Edikts von Nantes im Jahre 1685. Bis zum Beginn des 18. Jahrhunderts fiel die Bevölkerung zum Opfer von Epidemien und Hungersnöten, die sich intervallartig über das Land ausbreiteten.

## Einwohnerentwicklung
Nach Beginn der Aufzeichnungen stieg die Einwohnerzahl bis zur Mitte des 19. Jahrhunderts auf einen Höchststand von rund 605. In der Folgezeit sank die Größe der Gemeinde bei kurzen Erholungsphasen bis zu den 1970er Jahren auf rund 275 Einwohner, bevor sie sich auf einem Niveau von rund 320 Einwohnern stabilisieren konnte.
| Jahr      | 1962 | 1968 | 1975 | 1982 | 1990 | 1999 | 2006 | 2011 | 2022 |
| --------- | ---- | ---- | ---- | ---- | ---- | ---- | ---- | ---- | ---- |
| Einwohner | 325  | 323  | 277  | 301  | 320  | 302  | 311  | 339  | 318  |

## Sehenswürdigkeiten

### Pfarrkirche Saint-Hilaire
Sie ist Hilarius von Poitiers, einem Bischof und Kirchenlehrer, geweiht. Das heutige Gotteshaus ist ein Neubau aus dem Jahre 1865 als Ersatz für die frühere Kirche aus dem 10. Jahrhundert, die sich beim Friedhof befand und zehn Jahre später abgerissen wurde. Von 1871 an wurden ein Glockenturm und externe Treppen der neuen Kirche hinzugefügt.

### Le Croix de Moustier
Es handelt sich um ein Flurkreuz westlich des Zentrums der Gemeinde, um das sich viele Legenden ranken. Es wird erzählt, dass in vergangenen Zeiten Wegelagerer den Ort unsicher machten. Einer verruchten Sage wurde um Mitternacht ein Hexensabbat gefeiert. Es wurde ein Loch in die Erde begraben, in das ein schwarzes Huhn mit mehreren Beschwörungen geopfert wurde. In derselben Nacht oder neun Nächte später erschien der Teufel selbst und schenkte als Gegenleistung für das Opfer Silber oder ein schwarzes Huhn mit goldenen Eiern. So verkauften die Mousterriens ihre Seele, um reich zu werden. Am Ende der Hugenottenkriege entschieden einige Mitglieder der Kirchengemeinde, die tugendhafter oder neidisch auf diejenigen waren, die sich durch den Pakt mit dem Teufel bereicherten, dem Treiben ein Ende zu setzen. Sie verlangten von Pfarrer, an diesem fluchbeladenen Ort ein Zeichen der göttlichen Stärke zu setzen, ein Flurkreuz. Von nun an herrschte Ruhe über dem Ort.

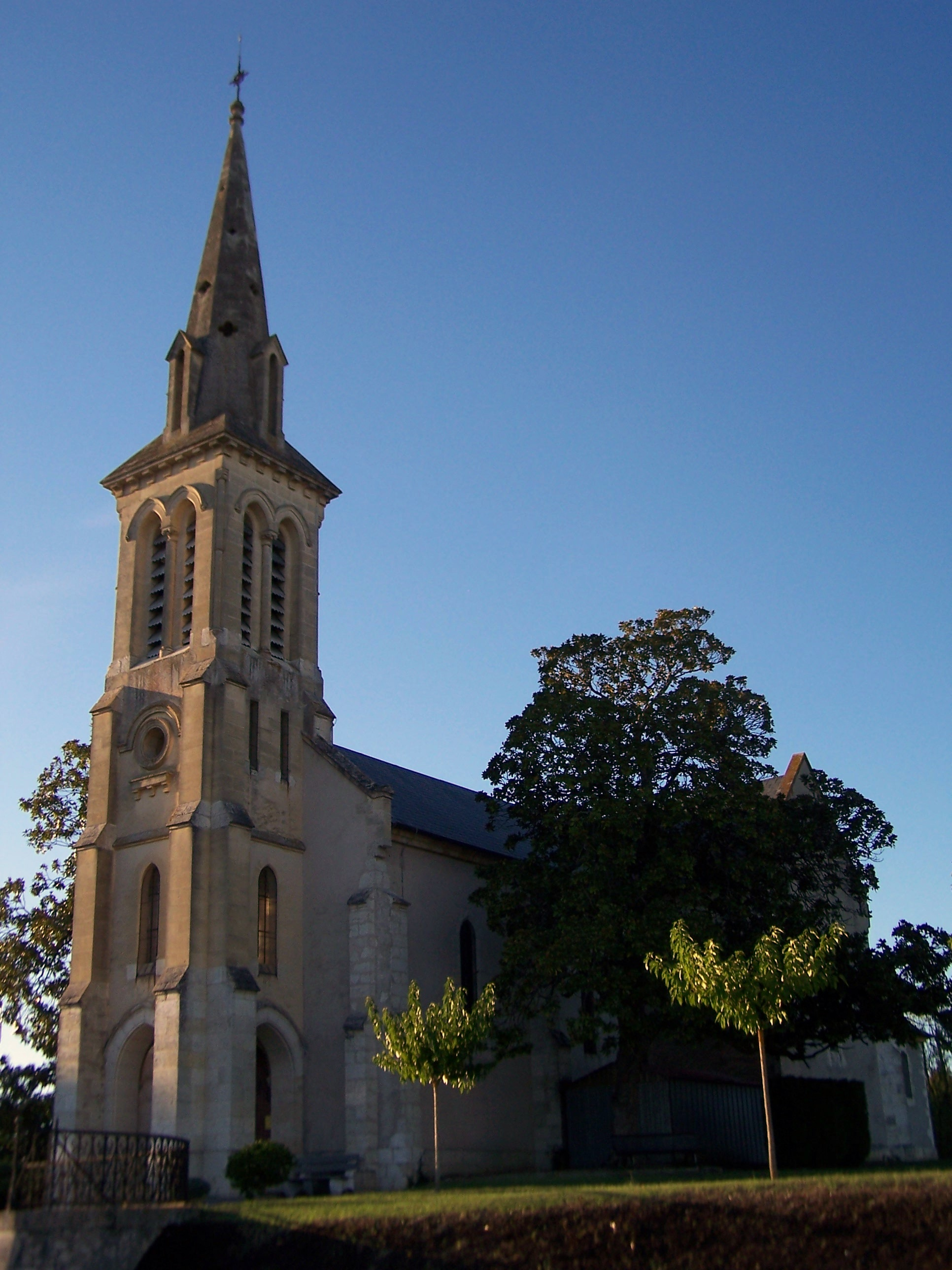
Pfarrkirche Saint-Hilaire
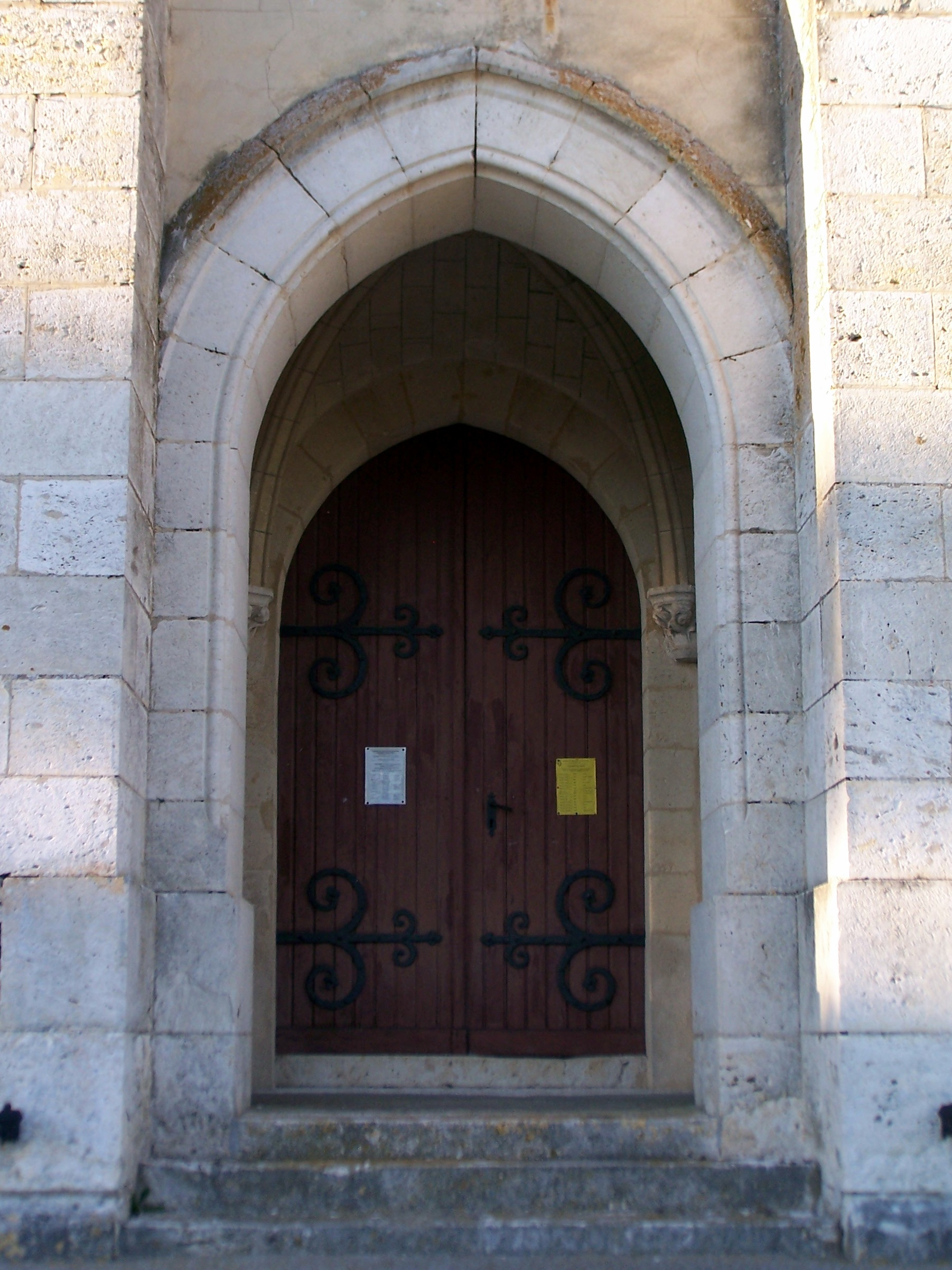
Eingangsportal
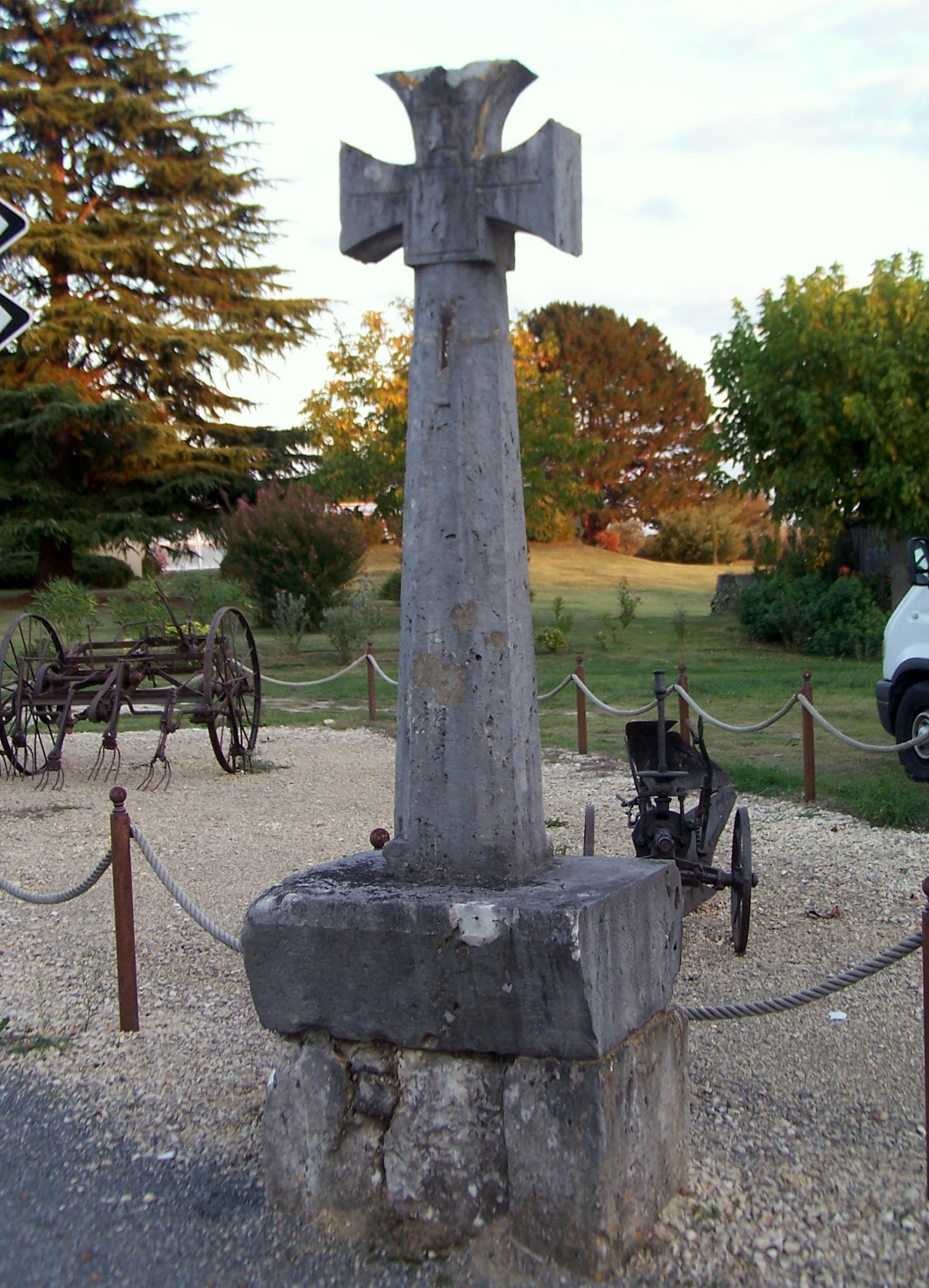
Le Croix de Moustier

## Wirtschaft und Infrastruktur

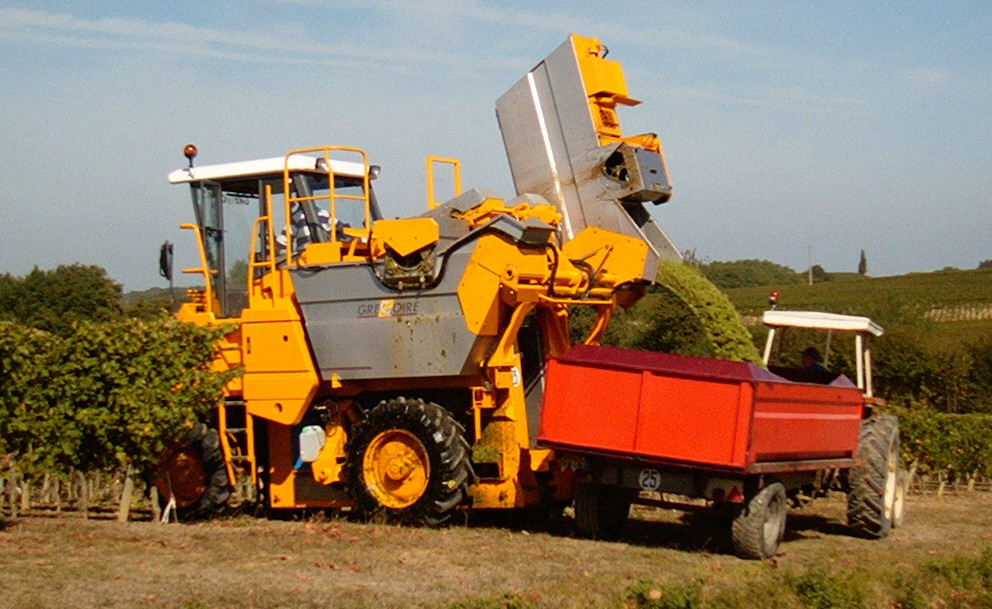
Weinlese bei Duras

Moustier liegt in den Zonen AOC der Weine des Anbaugebiets Côtes de Duras (blanc, blanc sec, rosé, rouge).

### Bildung
Die Gemeinde verfügt über eine öffentliche Vor- und Grundschule mit 50 Schülerinnen und Schülern im Schuljahr 2018/2019.

### Verkehr
Moustier ist erreichbar über die Route départementale 134, 309 und 668	.